# Kopeczek György
Kopeczek György, születési nevén Kopeczek György Miklós (Máramarossziget, 1877. március 22. – Budapest, 1927. október 16.) magyar műépítész, bank vezérigazgató.

## Családja
Szülei Kopeczek József és Barbics Irén. Felesége Förster Aranka Teréz Alojzia (Bp., 1885. január 13. – Bp., 1966. október 2.), 1905. június 17-én házasodtak Budapesten.

## Élete
Tanulmányait Budapesten végezte. Elsősorban kórházépítészként ismerték a századforduló idején, de több bérházat, színházat, és ipari épületet is tervezett. Ő tervezte és építette a lippai, nagyszentmiklósi, újvidéki, verseci városi közkórházakat, a karánsebesi vármegyei és a kassai állami közkórházat, az újvidéki elmegyógyintézetet, a nagykárolyi színkört, a kassai városi Uránia-mozit, több vidéki város vízmű- és csatornázási felépítményeit, a kaposvári városházát, a budapesti Cipész Ipartestület székházát, továbbá Budapesten és a vidéken számos kastélyt és bérházat. Életének önkezével vetett véget.

## Ismert épületei
- 1902–1904: Új Városháza, Kaposvár (Kertész K. Róberttel közösen)[7][8][9]
- 1903–1905: Közkórház, Lippa[10]
- 1905: Székesfővárosi Cipész Ipartestület székháza (ma: Erzsébetvárosi Közösségi Ház), Budapest, Wesselényi utca 17.[11][12][13] (átalakítva)[14]
- 1906: Deseda-völgyi vízmű, Kaposvár[15]
- 1907: Színház, Újvidék[10]
- 1907: Színkör, Nagykároly[10][16]
- 1907: Városháza, Nagykároly
- 1907–1908/1909–1912: Közkórház, Újvidék[10][17][18]
- 1908–1909/1910: Közkórház (Berta Kórház), Nagyszentmiklós[10][19]
- 1909: Közkórház, Esztergom[10]
- 1909–1910: Kopits-ház, Budapest, Nyár utca 22.[20][21][22]
- 1909–1914: Közkórház, Karánsebes[10]
- 1910–1912: Förster-ház, Budapest, Szilágyi Dezső tér 4.[23][24][25]
- 1911/1912: Kopeczek-ház, Budapest, Zichy Jenő u. 19.[26][27][28]
- 1913–1914: Közigazgatási Főiskola (ma városháza), Kassa[29]
- 1914: Közkórház, Kassa[10]
- ?: Városszépítő Egyesület Uránia Mozgóképszínháza, Kassa (lebontva)[29][30]
- ?: lakóház, Budapest, Dessewffy u. 15.[31]
- ?: Vízművek, Eperjes[32]

### Tervben maradt épületei
- 1906: Gyógyfürdő, Palics[33]
- 1914: szálloda és vigadó, Lugos[34]

## Képtár

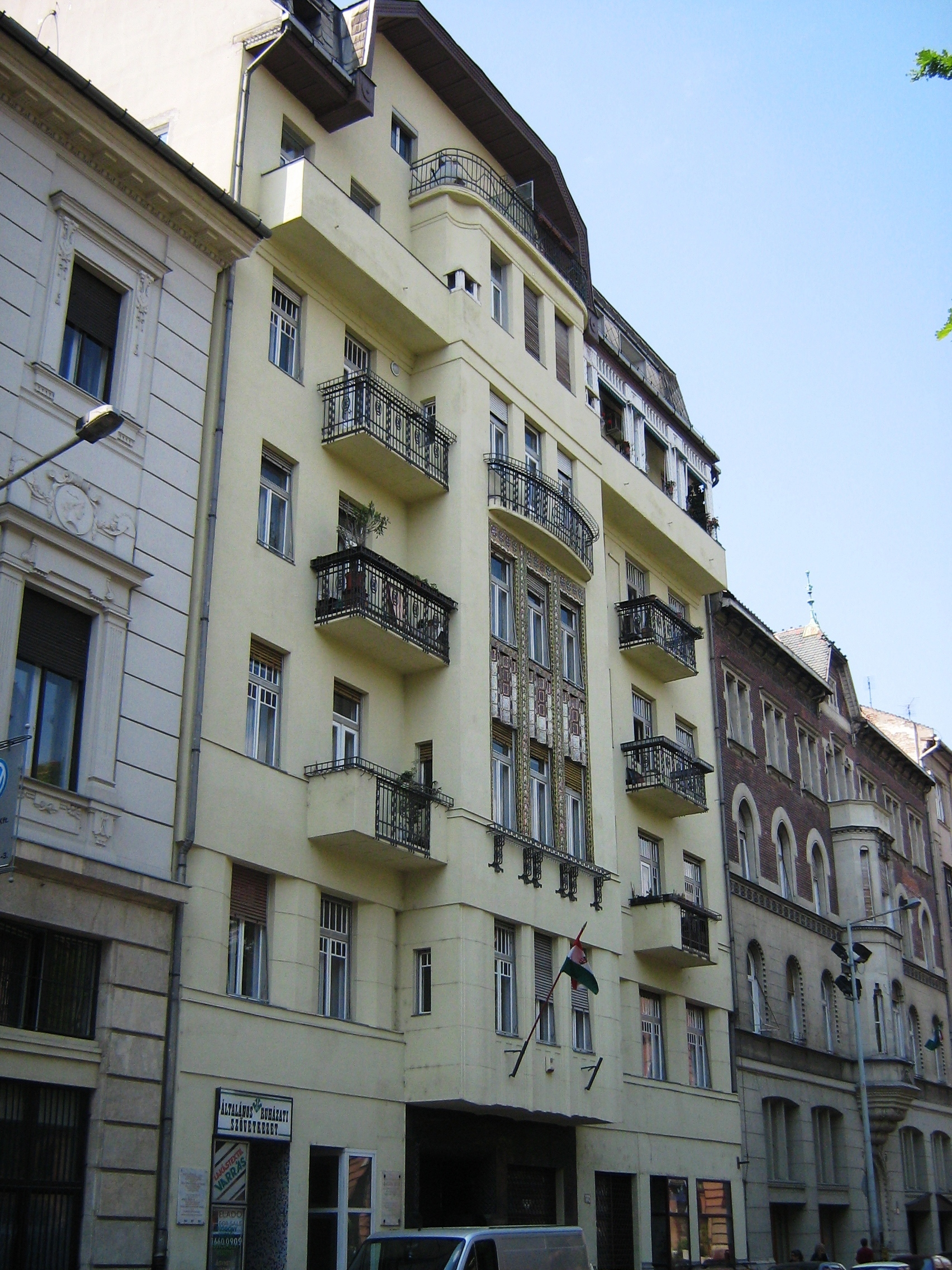
Förster-ház, Budapest
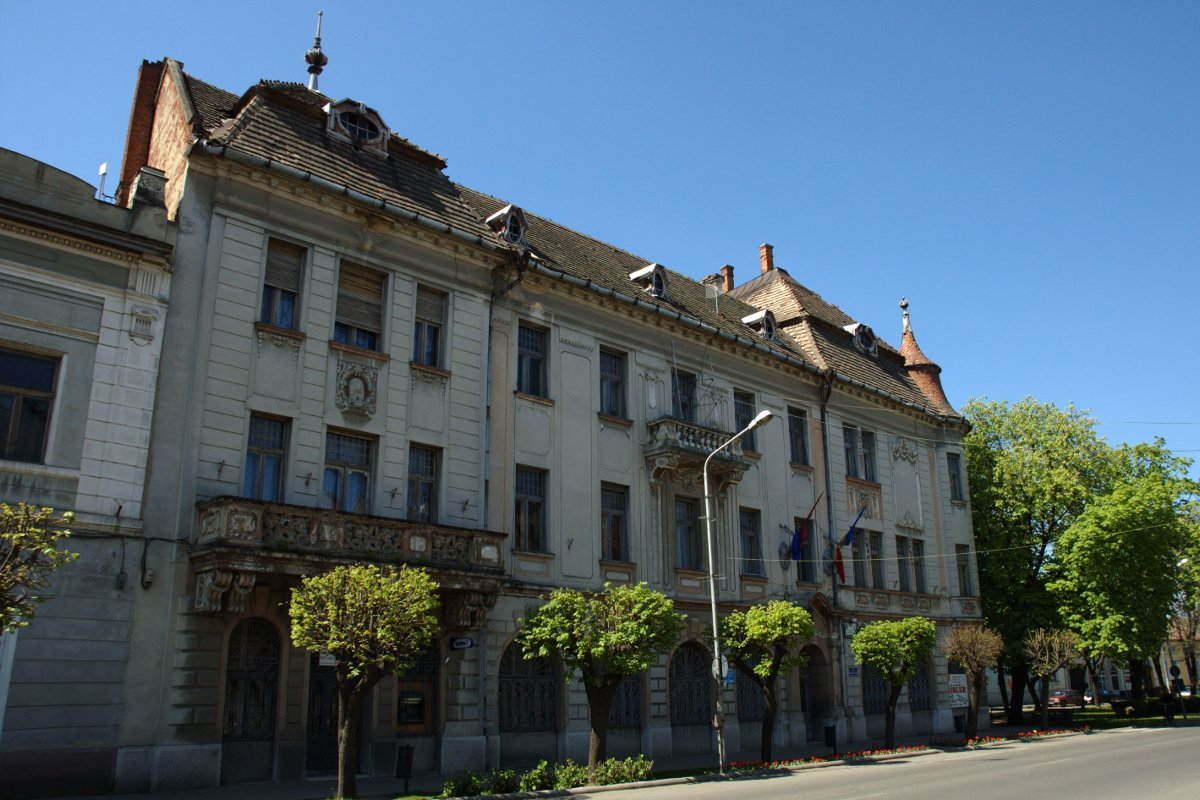
Városháza, Nagykároly
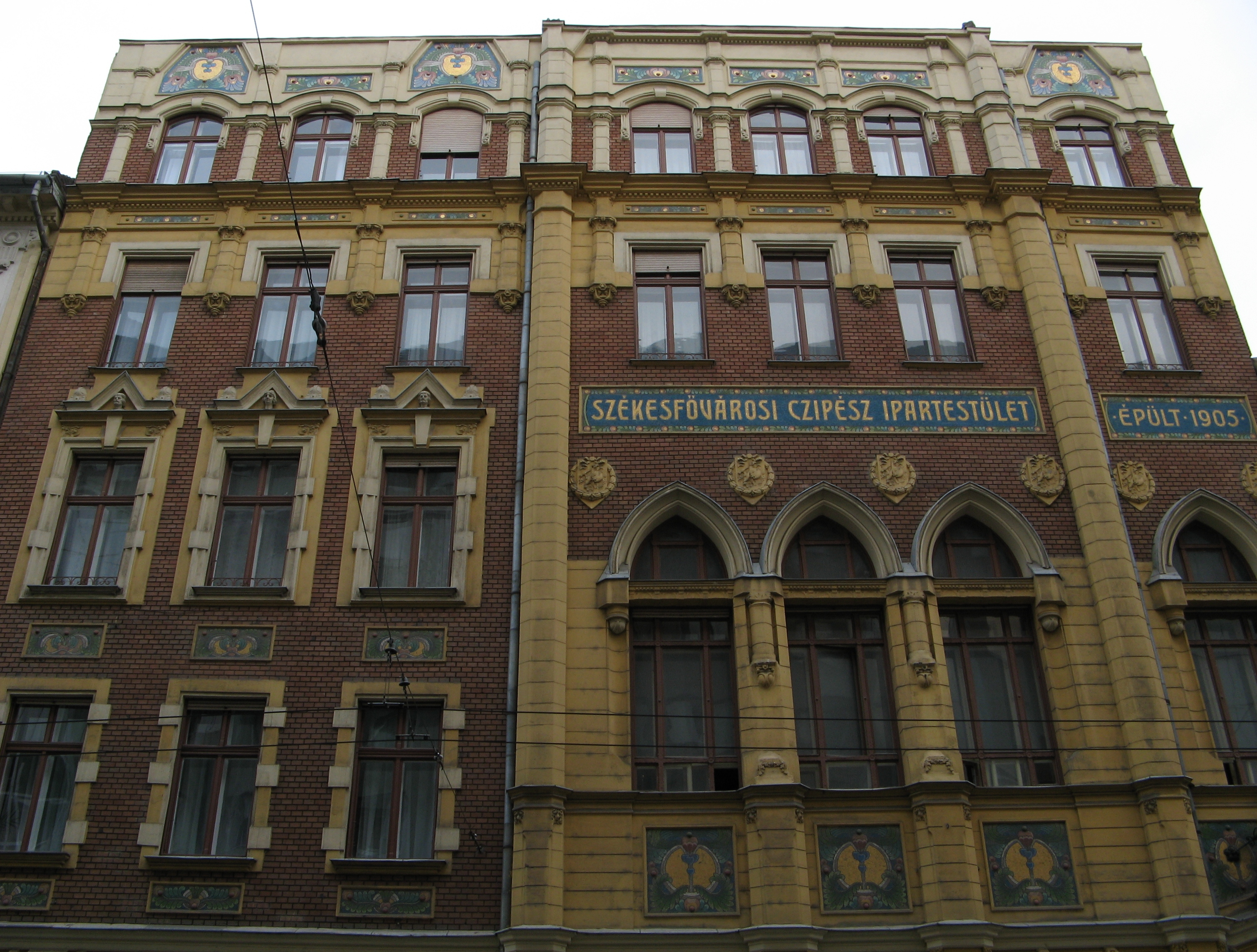
Székesfővárosi Cipész Ipartestület székháza, Budapest
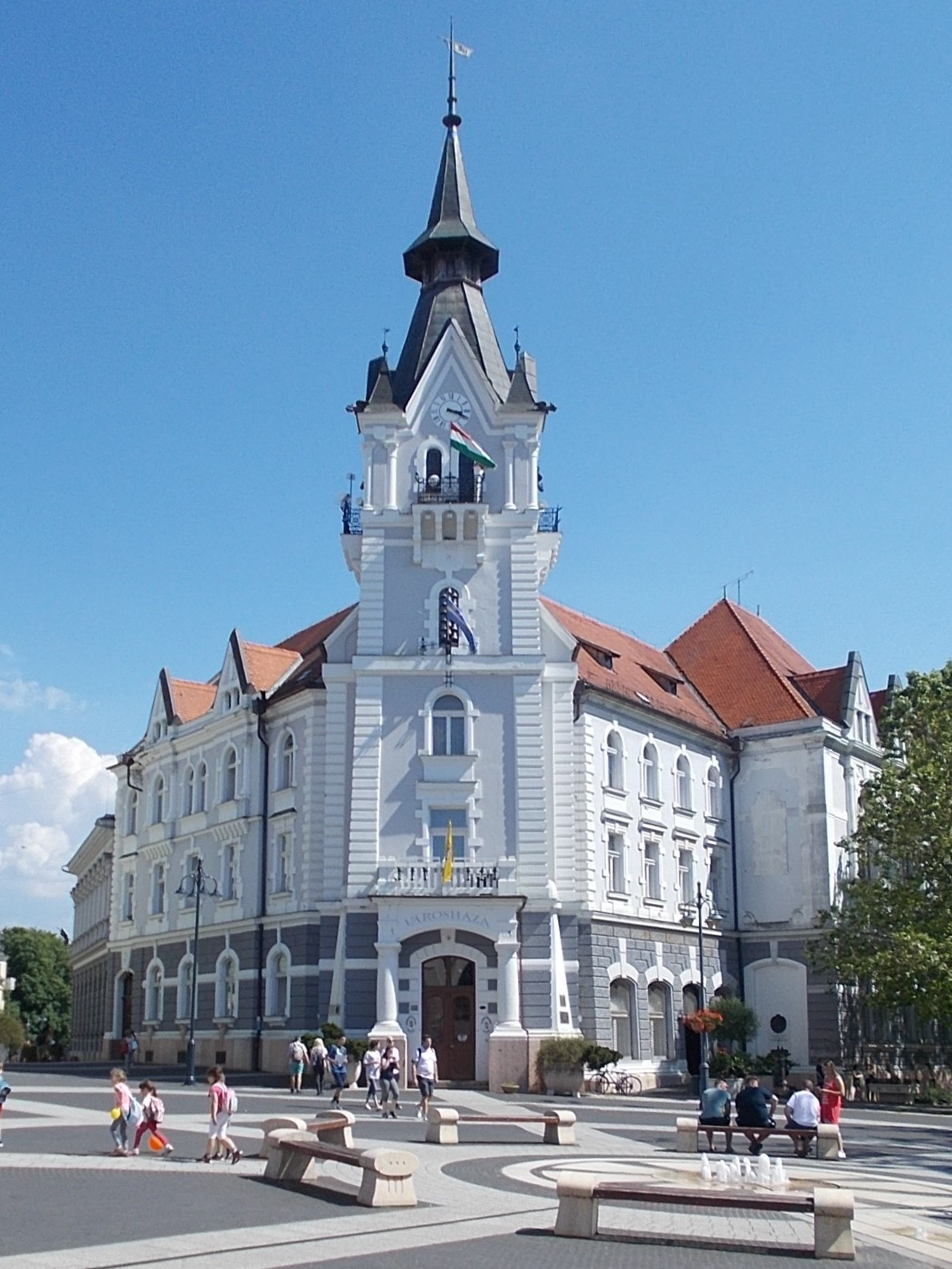
Városháza, Kaposvár
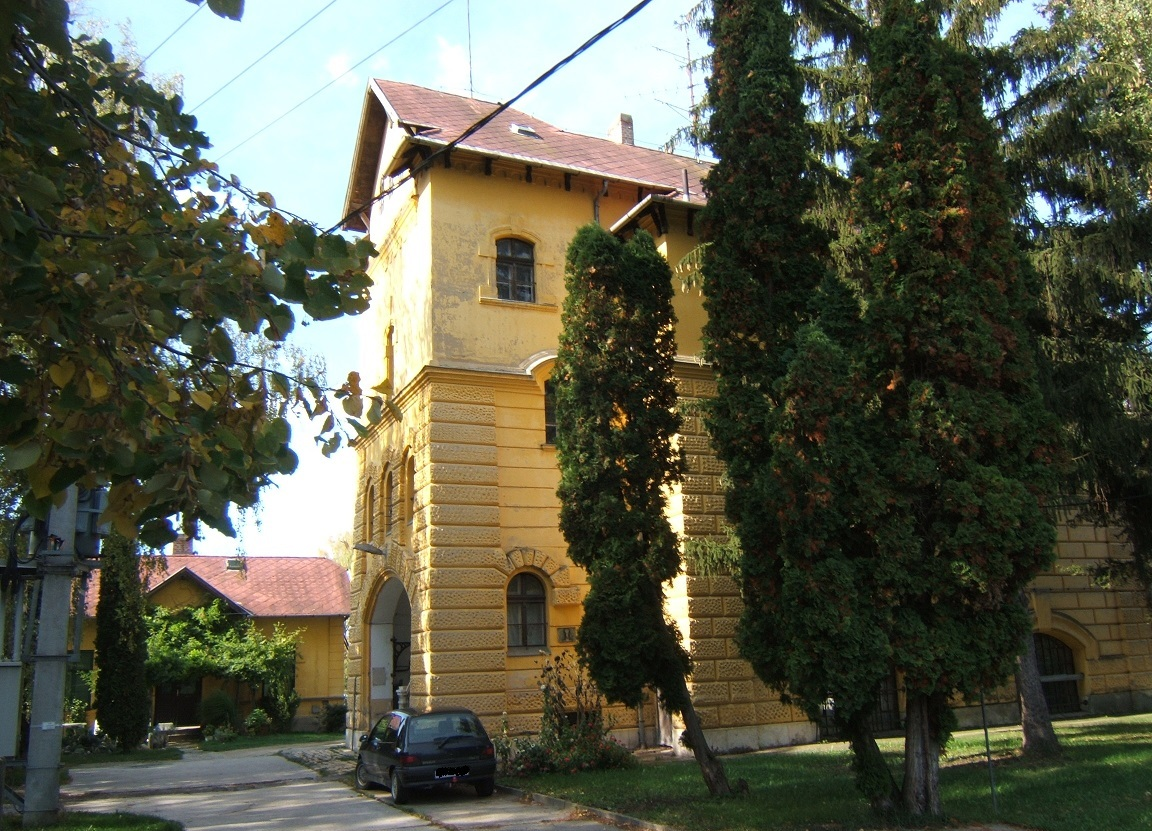
Deseda-völgyi vízmű, Kaposvár